# Церква Преображення Господнього (Бурканів, ПЦУ)
Церква Преображення Господнього в Бурканові — парафія і храм Теребовлянського благочиння Тернопільської єпархії Православної церкви України в селі Бурканів Тернопільського району Тернопільської области.

## Історія церкви
Церква, збудована у 1990 році за пожертви парафіян, стала окрасою села. Ініціатором її будівництва був Броніслав Тамащук, а активну участь у роботах брали всі жителі. Значну допомогу надав тодішній голова колгоспу Богуш.
У 1998 році за кошти парафіян церкву розписали. При церкві діє хор під керівництвом Зіновія Петрашка.

## Парохи
- о. Андрій Яцків (1990—2007),
- о. Іван Коляса (з 2007).